# Barra do Dande
Barra do Dande ist eine Ortschaft und eine Gemeinde in Angola. Der Fluss Dande mündet hier in den Atlantischen Ozean.

## Verwaltung
Barra do Dande ist Sitz einer gleichnamigen Gemeinde (Comuna) im Landkreis (Município) von Dande, Provinz Bengo. In der Gemeinde leben 16.510 Einwohner (hochgerechnete Schätzung 2014). Die Volkszählung 2014 soll fortan gesicherte Bevölkerungsdaten liefern.
Neben Barra do Dande zählen zu den bedeutendsten Orten in der Gemeinde die Ortschaften Panguila, Musseque Cabele, Muzondo, Quicoca, Ludy, Quissomeira und Vale do Paraíso.